# Myotis volans
Myotis volans es una especie de murciélago de la familia Vespertilionidae.

## Distribución geográfica
Se encuentra en Alberta y Columbia Británica en Canadá, México, y al oeste de Estados Unidos.  